# Playa del Cantal Roig
La playa del Cantal Roig es una playa de arena del municipio de Calpe, en la provincia de Alicante (España).
Esta playa limita al norte con el Puerto de Calpe y al sur con la Playa del Arenal-Bol y tiene una longitud de 200 m, con una amplitud de 15 m.
Se sitúa en un entorno urbano, disponiendo de acceso por calle. Cuenta con aparcamiento delimitado. Es una playa balizada.
Esta playa cuenta con el distintivo de bandera Azul.